# Geschichte der Stadt Hattingen

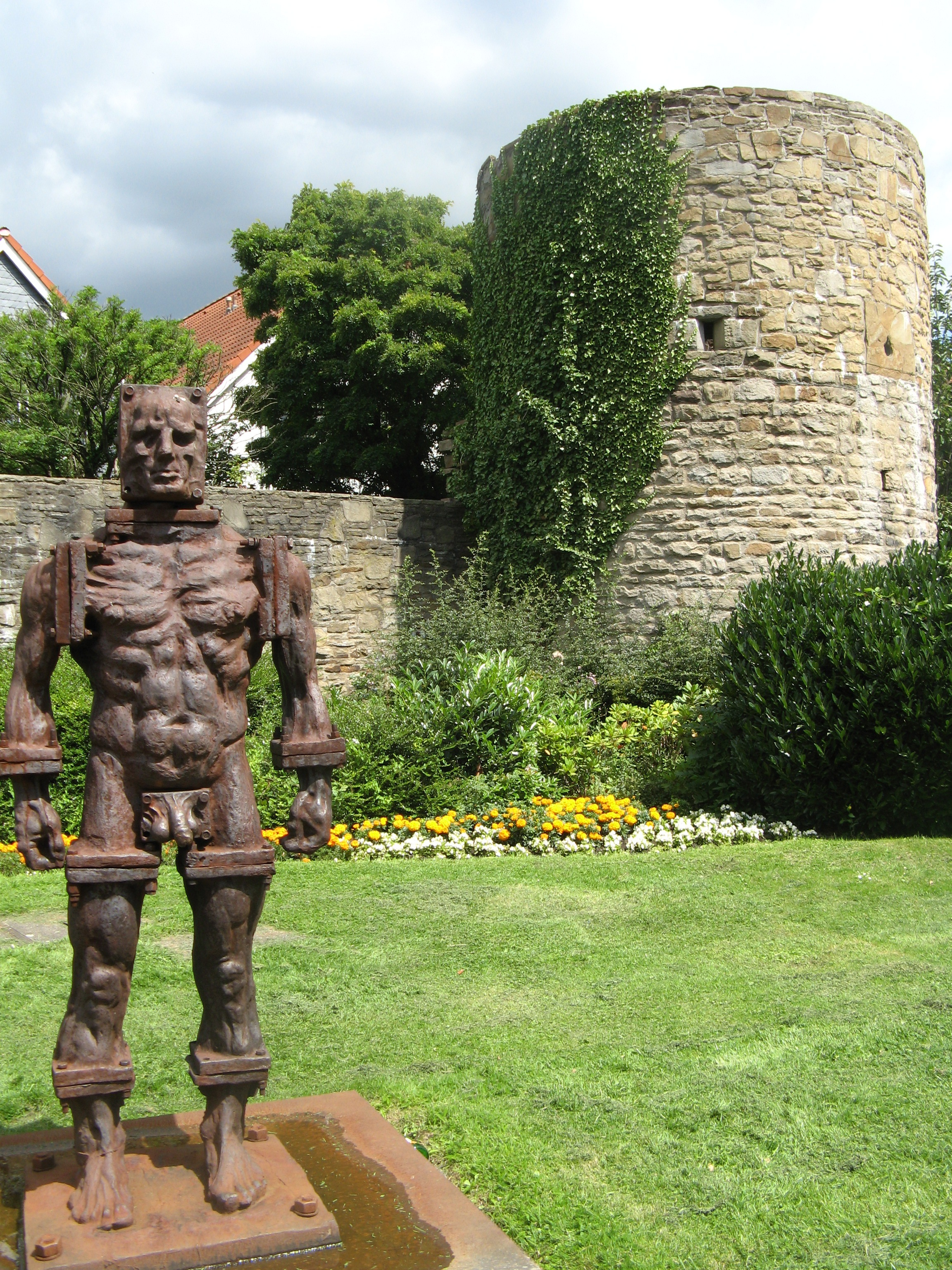
Die Hattinger Stadtgeschichte reicht vom Befestigungsprivileg bis hin zur Stahlindustrie

Die Geschichte der Stadt Hattingen ist eng mit der Geschichte des Ruhrgebiets verbunden. Während ein Reichshof Hattnegen um 990 erstmals urkundlich erwähnt wird, stammt die Kirche aus dem Jahre 1200. Als eigentliches Jahr der Stadtgründung gilt 1396, als es der Stadt erlaubt wurde, eine Befestigung zu errichten.
Hattingen gehörte zur Grafschaft Mark und kam später mit dieser an Brandenburg-Preußen. Aufgrund seiner günstigen Lage direkt an der Ruhr und einem Spateisenvorkommen siedelte sich 1854 mit der Henrichshütte Schwerindustrie an. Die Hütte ist seit 1987 geschlossen, seitdem befindet sich Hattingen im Prozess der Umstrukturierung.

## Vorgeschichte
Um 2000 vor Chr. sollen sich unter anderem in Holthausen, Welper und an der Westseite des Isenberges Siedlungsplätze befunden haben. Der Hilinciweg führte wahrscheinlich schon im Neolithikum durch das Balkhauser Tal und das Bergische Land in die Kölner Bucht.

## Mittelalter

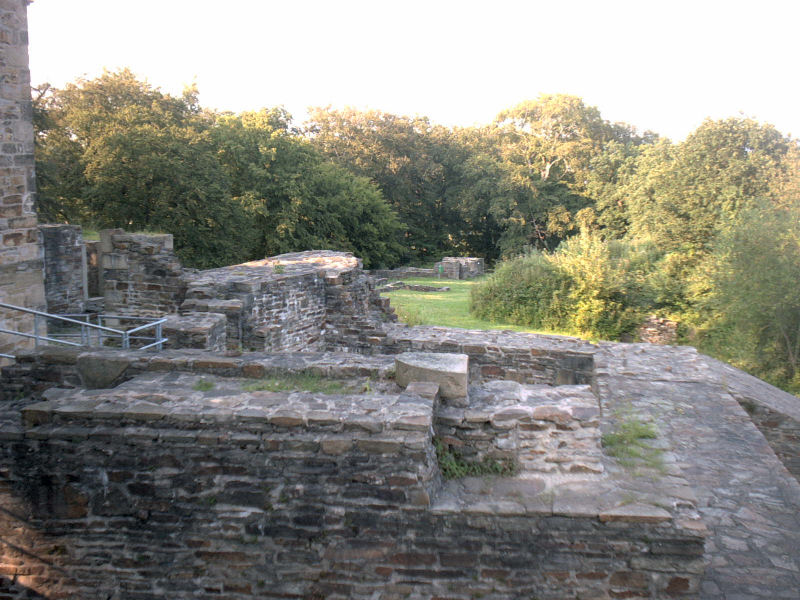
Isenburg

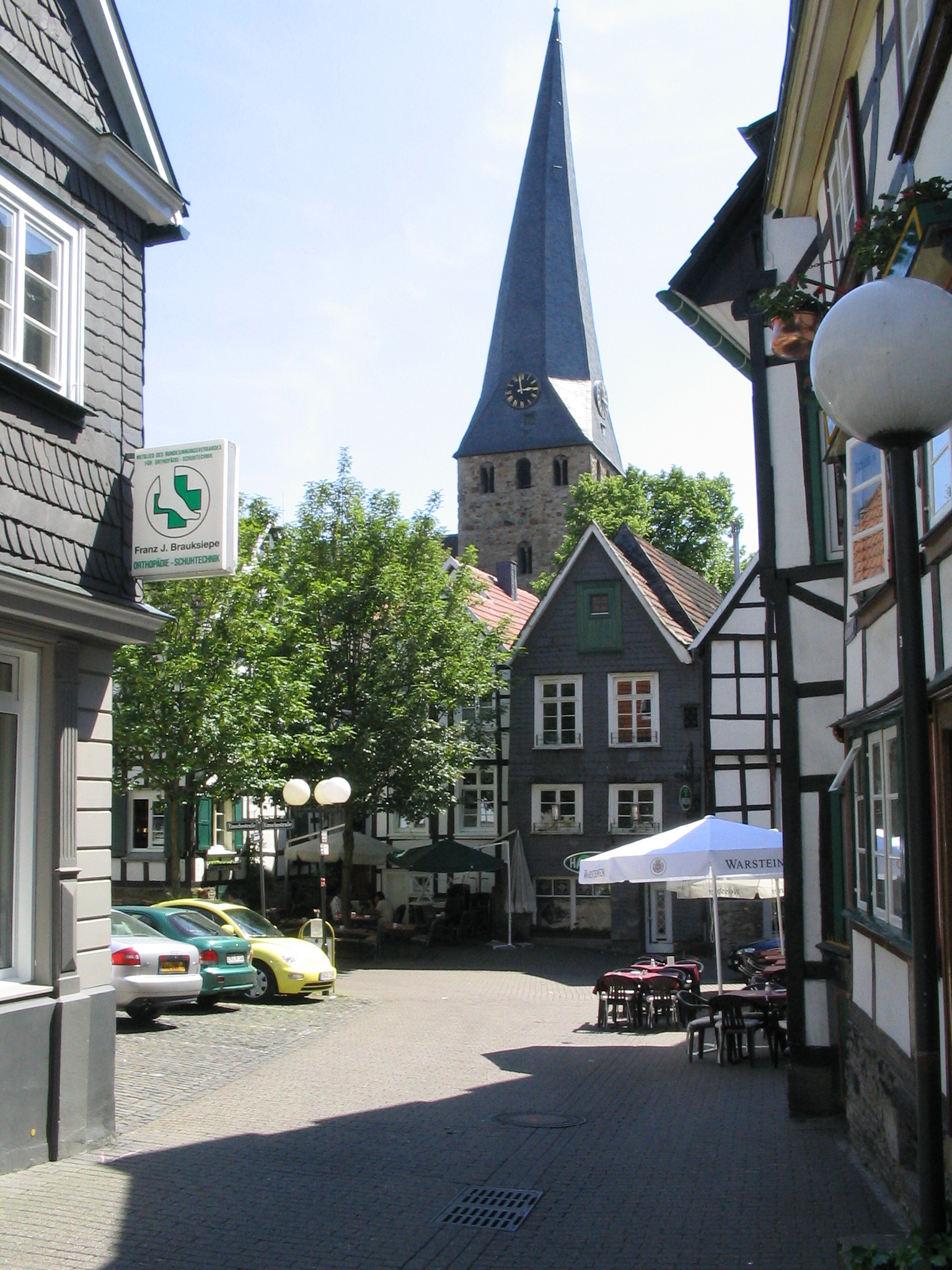
St. Georg

| Jahr      | Ereignis |
| --------- | --- |
| 715       | Die Sachsen erobern 715 den fränkischen Gau der Hatuarier am Unterlauf der Ruhr. Ein Teil des Chattuarenlandes (um Herbede und Hattingen) wird sächsisch. Die Konflikte zwischen Sachsen und fränkischen Hatuariern dauern an, bis die Franken um 800 die ganze Region für sich erobern. |
| 990       | In einer Urkunde des Stifts Essen wird der Reichshof Hatneggen (Hattingen) mit seiner Kapelle erstmals erwähnt. |
| 1005      | In den beiden Weistürmern des Hofes Hattingen, aufgeschrieben in den Jahren 1498 und 1534, wird ausführlich von einer Schenkung des späteren Kaisers Heinrich II. an das Kloster Deutz berichtet, die 1005 stattgefunden haben soll. Eine Bestätigung durch noch existierende Urkunden ist nicht möglich. Erzbischof Heribert von Köln überweist am 3. Mai 1020 dem von ihm gegründeten Kloster Deutz am Tage seiner Weihe erneut sämtliche bis dahin geschenkten Besitzungen. Dazu gehörten auch die Kirche und der Hof zu Hattingen. Diese Urkunde wird von Historikern als klösterliche Fälschung angesehen. |
| 1054      | Heinrich III. schenkt dem Stift Essen 10 Hufe im Dorf Holthausen. |
| 1193–1199 | Die Isenburg wird vom Grafen von Hövel, Arnold von Altena sowie dessen Bruder, dem Kölner Erzbischof Adolf I., errichtet. Sie liegt strategisch günstig zwischen der Hauptstadt des Erzbistums Köln und der Hauptstadt des Herzogtums Westfalen, Soest. |
| 1200      | Die Sankt-Georgs-Kirche wird ca. 1200 neu errichtet. |
| 1225      | Friedrich von Isenberg, Sohn Arnolds von Altena, tötet am 7. November 1225 seinen Onkel zweiten Grades, Erzbischof Engelbert von Berg. Trotz einer sofort danach angetretenen Bußreise nach Rom wird er im nächsten Jahr in Köln gerädert und nach seinem Tode am 14. November 1226 auf einer Steinsäule zur Abschreckung öffentlich ausgestellt. |
| 1227      | Graf Adolf von der Mark lässt die Burg Blankenstein errichten. |
| um 1335   | Graf Adolf II. von der Mark, Ur-Ur-Enkel von Adolf I. legt den Grundstein für Haus Kliff. Das Haus Kliff war ein Rittergut bei Hattingen und diente zur Überwachung von Überfahrten auf und an der Ruhr. Heute befindet sich an dieser Stelle ein Altersheim (Birchelsmühle) |
| 1396      | Graf Dietrich von der Mark erlaubt den Hattingern die Errichtung einer Stadtbefestigung. Das sogenannte Befestigungsprivileg gilt allgemein als Erhebung Hattingens zur Stadt, da es die Einwohner des vorher ungeschützten Ortes zu Bewohner einer burgähnlichen Anlage, zu Bürgern, erhebt. Die ersten Befestigungen bestehen noch aus Flechtwerk zwischen Eichenpfosten, da Dietrich den Hattingern nicht das Recht verleiht, auch Steine für die Stadtmauer abzubauen. |
| 1406      | Der Stadt wird das Privileg des Weinzapfens verliehen. |
| 1412      | Die ersten drei Gilden werden gegründet mit einer straffen Ordnung für das Gewerbe. |
| 1424      | Im Krieg zwischen den beiden Brüdern, dem Grafen von der Mark Adolf IV und Gerhard von der Mark zu Hamm (in der Folge der Auseinandersetzung Graf zur Mark), wird die Stadt bis auf zwei Häuser bei der Eroberung durch bergische Truppen vollständig abgebrannt. Die Stadt muss neu aufgebaut werden |
| 1429      | Ein weiterer Stadtbrand folgt. Unter anderem wird die Kirche stark in Mitleidenschaft gezogen, so dass die größten Teile ihres Baus aus der Zeit nach 1450 stammen. |
| 1435      | Die Stadt erhält das Privileg, Wochen- und Jahrmärkte veranstalten zu dürfen. |
| 1486      | Herzog Johann verleiht Hattingen am 24. Mai 1486 das Privileg der Kannakzise. Die beiden Bürgermeister und der Rat erhalten das Recht, eigene Gesetze und Statuten zu erlassen. Ebenso dürfen sie ab 1486 Steine brechen, um die Stadtbefestigung zu verstärken. Ab 1500 ersetzen die Hattinger den vorherigen Eichen-Flechtwerk-Wall durch eine doppelte Steinmauer mit Graben. Es gab sieben Stadttürme (darunter den Bruchtorturm, Wingartsturm, Kleiner Turm, Lucker Turm, Fangturm) und fünf Tore (Bruchtor, Heggertor, Holschentor, Steinhagentor, Weiltor).                                              |

## Frühe Neuzeit

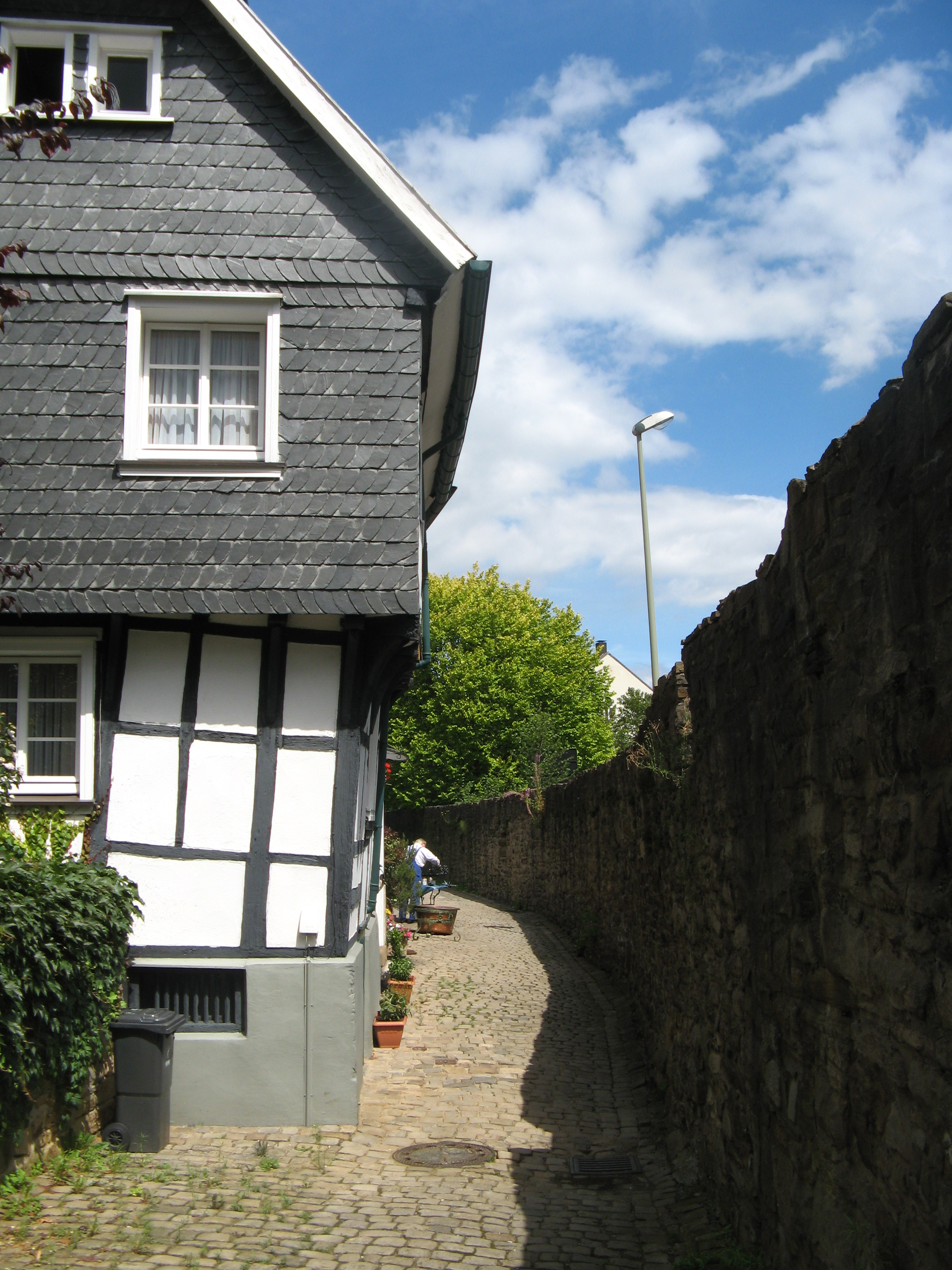
Aus den oberen Etagen der Wehrhäuser an der Stadtmauer konnten die Hattinger Belagerer bekämpfen. Im Dreißigjährigen Krieg konnten sie die Stadt so zehn Tage verteidigen, bevor sie aufgaben.

| Jahr      | Ereignis |
| --------- | --- |
| 1554      | Beitritt zur Hanse |
| 1576      | Am Untermarkt wird das Alte Rathaus fertiggestellt. |
| 1611      | Bau des Bügeleisenhauses am heutigen Haldenplatz. |
| 1614      | Mit dem Vertrag von Xanten kommt Hattingen unter brandenburgische Verwaltung. |
| 1631–1633 | Die Pest grassiert in Hattingen. |
| 1635      | Im Dreißigjährigen Krieg belagert der in schwedischen Diensten stehende Obrist Wilhelm Wendt zum Crassenstein 1635 mit 3.000 Soldaten die Stadt, die sich nach 10 Tagen ergibt. Nach Zahlung der Kontribution ist die Stadt verarmt. |
| 1651      | Im Jülich-Klevischen Erbfolgestreit zwischen Brandenburg-Preußen und Pfalz-Neuburg wird Burg Blankenstein durch pfalz-neuburgische Truppen erobert und besetzt.                                                                      |
| um 1660   | Johann Diedrich von Syberg erwirbt Haus Kliff. |
| 1662      | Drost Johann Georg von Syberg beantragt den Abbruch von Burg Blankenstein. |
| 1666      | Der Vertrag von Kleve beendet den Klevischen Erbfolgestreit. Die Grafschaft Mark fällt, inklusive Hattingen, endgültig an Brandenburg.                                                                                               |
| 1720      | Die Bürger erheben sich gegen preußische Soldatenwerber. |
| 1757      | Im Siebenjährigen Krieg besetzen französische Truppen Hattingen von 1757 bis 1762. |
| 1780      | Die Ruhr wird schiffbar gemacht. |

## 19. Jahrhundert
| Jahr | Ereignis |
| ---- | --- |
| 1815 | Nach französischem Vorbild werden die beiden Ämter Hattingen und Blankenstein eingerichtet und dem Kreis Bochum in der neugebildeten preußischen Provinz Westfalen angegliedert. |
| 1820 | Der Besitzer von Haus Kliff errichtet eine Ruhrschleuse. Die Stadtbefestigung wird zu einem großen Teil abgebrochen. |
| 1838 | Die Sparkasse Hattingen wird gegründet. |
| 1841 | Die Chaussee wird gebaut, die später Sprockhöveler Straße, Reichsstraße 51 und heute Bredenscheider Straße heißt. |
| 1843 | Die Stadt Hattingen scheidet aus dem Amtsverband Hattingen-Land aus. |
| 1854 | Die Entdeckung des Hattinger Spateisenflözes führt zur grundsätzlichen Veränderung der Region. Graf Henrich zu Stolberg-Wernigerode vom Rittergut Bruch in Welper erwirbt 1854 die ersten 76 Morgen Land zur Errichtung der Henrichshütte und legt somit den Grundstein zum Einzug der Schwerindustrie. Obwohl das Eisenflöz sich schnell erschöpft, trägt die günstige Lage direkt an der Ruhr dazu bei, dass die Produktion der Henrichshütte über 100 Jahre lang die Wirtschaft des Ortes dominiert. |
| 1864 | Der evangelische Friedhof wird eröffnet. |
| 1865 | Die Chaussee Hattingen–Blankenstein–Steinenhaus wird eröffnet. |
| 1868 | In der Scheune des Brennereibesitzers Weygand bricht am 7. August 1868 ein Brand aus. Am Ende waren zehn Häuser und Werkstätten mehr oder minder zerstört. Wenige Wochen später wurde die Freiwillige Feuerwehr Hattingen gegründet. 160 Männer traten sofort als aktives Mitglied der Feuerwehr bei. |
| 1869 | Die Ruhrtal-Bahn bindet Hattingen an das Eisenbahnnetz an. |
| 1870 | Der Bahnhof Hattingen wird eröffnet. |
| 1885 | Der Landkreis Hattingen wird gebildet. |

## 20. Jahrhundert
| Jahr      | Ereignis |
| --------- | --- |
| 1907      | Hattingen wird elektrifiziert. |
| 1912      | Das von der Elektrizitätswerk Westfalen AG und der Stadt Barmen errichtete Gemeinschaftswerk Hattingen geht in Betrieb. |
| 1918      | Am 9. November 1918 bildete sich auch in Hattingen ein Arbeiter- und Soldatenrat, der Beteiligung an der Verwaltung verlangte. |
| 1925      | Die Koster Brücke mit einer Länge von 311,60 m wird eröffnet. |
| 1923-1925 | Französische Besetzung |
| 1929      | Im Rahmen einer großen Kommunalreform wird der bisherige Landkreis Hattingen in den neu gebildeten Ennepe-Ruhr-Kreis eingegliedert. |
| 1932      | Die politischen Auseinandersetzungen der Weimarer Republik erreichen Hattingen. Während die Arbeiter der Henrichshütte vor allem in KPD und SPD organisiert sind, unterstützt Betriebsleiter Arnold, nominell Mitglied der DNVP, schon früh die NSDAP sowohl finanziell auch durch seinen lokalen Einfluss. 1932 erschießt ein SA-Trupp einen kommunistischen Aktivisten aus einem fahrenden Auto heraus. Zur Totenfeier kommen 10.000 Arbeiter aus Hattingen, Bochum und der weiteren Umgebung. |

## Zeit des Nationalsozialismus
| Jahr    | Ereignis |
| ------- | --- |
| ab 1933 | Am 28. März 1933 ernennt die Stadt Hattingen Adolf Hitler zum Ehrenbürger. Nach der Machtübergabe beginnen die Nationalsozialisten systematisch gegen die in Hattingen starken Sozialdemokraten und Kommunisten vorzugehen. Am 2. Mai 1933 verhaftet die SA den Gewerkschaftsgeschäftsführer und löst im Rahmen der Gleichschaltung auch die freien Gewerkschaften in Hattingen auf. Am 12. September 1933 fährt der erste Gefangenentransport sechs KPD-Mitglieder in das Emslandlager KZ Börgermoor. Zahlreiche weitere folgen, das Lager selbst wird als Lager der Moorsoldaten bekannt. |
| ab 1939 | Während der gesamten Zeit des Nationalsozialismus sind Zwangsarbeiter in Hattingen beschäftigt, hier vor allem auch wieder in der Henrichshütte, der ab Kriegsbeginn in der Rüstungsproduktion eine besondere Stellung zukommt. Ende 1944 besteht die Belegschaft der Heinrichshütte zu fast 50 % aus französischen, serbischen und sowjetischen Kriegsgefangenen, belgischen, italienischen, niederländischen und polnischen Zivilarbeitern sowie italienischen Militärinternierten. Während die Westarbeiter sich weitestgehend frei in Hattingen bewegen können, sind Ostarbeiter, sowjetische Kriegsgefangene und italienische Militärgefangene in Lagern untergebracht. Nach Kriegsende werden 356 Todesfälle nachgewiesen, davon 20 % aufgrund schlechter Lebensbedingungen und 31 Fälle gewaltsamen Todes. Die Dunkelziffer ist unbekannt – so ordnet das Landratsamt in Schwelm am 11. April 1945 in der Aktion Richard sowohl die Vernichtung von Aktenbeständen als auch die Auflösung der in Hattingen bestehenden Lager an. |
| ab 1940 | Hattingen ist während des Zweiten Weltkrieges mehrfach von Bombenangriffen der Alliierten betroffen, hierbei stellt die Henrichshütte ein vorrangiges Angriffsziel dar, so im Mai 1940, im Mai und Juli 1943 sowie im März 1944. Bereits seit 1944 ist das Stadtbild vom Krieg geprägt. Hinweisschilder verweisen auf Saugstellen und Löschwasserteiche. Um eine Flucht der Bevölkerung aus der Stadt, z. B. bei großen Flächenbränden, zu ermöglichen, werden zentrale Sammelstellen eingerichtet, u. a. am Rathausplatz, das Gelände am Reschop, das Gelände an der Schulstraße sowie der Bruchtorplatz. Am 14. März 1945 erfolgt ein schwerer Angriff sowohl auf Hattingen als auch auf die Henrichshütte unter dem Einsatz von 1200 Sprengbomben. Hierbei werden 144 Menschen getötet und die Stromversorgung vernichtet. Nur vier Tage später, am 18. März 1945, erfolgt ein erneuter Angriff mit 800 Sprengbomben, bei dem 30 Menschen sterben und die Wasserversorgung zerstört wird.                                            |
| ab 1941 | Die ersten Hattinger Juden werden am 28. Juni 1941 in der Gewehrfabrik an der Ruhrbrücke ghettoisiert. Im April und Juli 1942 werden sie in drei Transporten größtenteils nach Zamosc und Theresienstadt deportiert und ermordet. |

## Nachkriegszeit
| Jahr | Ereignis |
| ---- | --- |
| 1954 | Der Trarbacher Hof wird abgerissen und durch einen Neubau ersetzt. |
| 1959 | Seit dem 15. Oktober 1959 fließt die Ruhr wegen einer Umverlegung zur Erweiterung des Werksgeländes der Henrichshütte in einem anderen Arm. |
| 1970 | Blankenstein, Bredenscheid-Stüter, Niederelfringhausen, Oberelfringhausen, Oberstüter und Winz werden eingemeindet. |
| 1976 | Eröffnung des Karstadt-Warenhauses |
| 1987 | In den 1970ern beginnt der damalige Inhaber Thyssen mit dem langsamen Abbau der Henrichshütte. Zwischen 1976 und 1986 geht ein Drittel der ehemals 24.000 Arbeitsplätze in der Stadt verloren. Auch die Eröffnung der neuen Koster Brücke 1980, um die Henrichshütte besser an das Verkehrsnetz anzubinden, kann den Trend nicht anhalten. Die Thyssen AG legt ab Herbst 1986 in mehreren Phasen die Henrichshütte still. Trotz des Widerstandes aus der gesamten Region wird mit der letzten Schicht vom 18. Dezember 1987 die Geschichte einer 133-jährigen Hochofen-Tradition beendet. In den folgenden Jahren werden größere Teile der Anlage gesprengt, so 1994 der Gasometer und 2005 das Stahlwerk.                                                                                           |
| 1993 | Seit der Wiedervereinigung kam es deutschlandweit zu Brandanschlägen auf Wohnheime von Asylbewerbern sowie auf von Migranten bewohnte Privathäuser. In der Nacht zum 5. Juni bricht im Haus einer türkischen Familie an der Unionstraße in Hattingen Feuer aus, Brandstiftung scheint wahrscheinlich. Nach der ersten allgemeinen Empörung, einer Demonstration und Spendenaufrufen wendet sich die Stimmung gegen die Familie: Polizei und Staatsanwaltschaft vertreten die These, die Familie hätte ihre Wohnung selbst in Brand gesetzt. Gegen die Mutter wird Anklage erhoben wegen schwerer Brandstiftung und der Vortäuschung einer Straftat. Ende 1993 verlässt die Familie die Stadt. 1996 wird die Familie durch ein Bochumer Gericht von den gegen sie erhobenen Vorwürfen freigesprochen. |
| 1996 | Drei Menschen aus Eisen, Skulpturen des polnischen Bildhauers Zbigniew Frączkiewicz, verbleiben zum Angedenken an die Stahlproduktion Henrichshütte an der Stadtmauer. |
| 2002 | Einweihung der neuen Ruhrbrücke Hattingen (B 51). |
| 2009 | Das Reschop Carré wird eingeweiht. |

## Liste der Bürgermeister der Stadt Hattingen
| von  | bis   | Name                         | Partei    |
| ---- | ----- | ---------------------------- | --------- |
| 1843 | 1847  | Carl Zahn                    |           |
| 1847 | 1849  | Mitsdörffer                  |           |
| 1849 | 1863  | Wilhelm von Hadeln           |           |
| 1863 | 1873  | Friedrich Wilhelm Schumacher |           |
| 1874 | 1891  | Wilhelm Schmidt              |           |
| 1891 | 1898  | Franz Falke                  |           |
| 1899 | 1921  | Karl Eigen                   |           |
| 1921 | 1934  | Hans Keller                  |           |
| 1934 | 1945  | Karl Heinrich Jordan         | NSDAP     |
| 1945 | 1946  | Karl Steierwald              | SPD       |
| 1946 | 1948  | Willi Grobe                  | SPD       |
| 1948 | 1948  | Willi Herold                 | SPD       |
| 1948 | 1954  | August Ackermann             | CDU       |
| 1954 | 1956  | Otto Meuser                  | CDU       |
| 1956 | 1977  | Willi Brückner               | SPD       |
| 1977 | 1985  | Paul Wolf                    | SPD       |
| 1985 | 1996  | Günter Wüllner               | SPD       |
| 1997 | 2004  | Dieter Liebig                | SPD       |
| 2004 | 2015  | Dagmar Goch                  | SPD       |
| 2015 | heute | Dirk Glaser                  | parteilos |